# Blood Sugar Sex Magik
Blood Sugar Sex Magik peti je studijski album američkog rock sastava Red Hot Chili Peppers, objavljen 24. rujna 1991. pod etiketom Warner Bros. Recordsa. Glazbeni stil Blood Sugar Sex Magika značajno se razlikuje od ranijeg Mother's Milka s malom primjenom heavy metal gitarskih riffova. Teme na albumu uglavnom obuhvaćaju seksualne motive, drogu, smrt i požudu.
Postigavši broj tri na ljestvici Billboard 200, album se prodao u 15 milijuna primjeraka diljem svijeta te predstavlja uvod u globalnu popularnost Red Hot Chili Peppersa i njihovu prihvaćenost od strane kritike. Album je polučio brojne uspješne singlove poput "Under the Bridge", "Give It Away", "Suck My Kiss", "Breaking the Girl" i "If You Have to Ask". Gitarist John Frusciante napustio je sastav tijekom turneje 1992. budući se nije mogao nositi s popularnošću albuma. Blood Sugar Sex Magik prepoznat je kao jedan od utjecaja koji su doveli do popularnosti alternativnog rocka 1990-ih. 

## Popis pjesama
| Br. | Skladba                            | Trajanje |
| --- | ---------------------------------- | -------- |
| 1.  | »The Power of Equality«            | 4:03     |
| 2.  | »If You Have to Ask«               | 3:37     |
| 3.  | »Breaking the Girl«                | 4:55     |
| 4.  | »Funky Monks«                      | 5:23     |
| 5.  | »Suck My Kiss«                     | 3:37     |
| 6.  | »I Could Have Lied«                | 4:04     |
| 7.  | »Mellowship Slinky in B Major«     | 4:00     |
| 8.  | »The Righteous & The Wicked«       | 4:08     |
| 9.  | »Give It Away«                     | 4:43     |
| 10. | »Blood Sugar Sex Magik«            | 4:31     |
| 11. | »Under the Bridge«                 | 4:24     |
| 12. | »Naked in the Rain«                | 4:26     |
| 13. | »Apache Rose Peacock«              | 4:42     |
| 14. | »The Greeting Song«                | 3:13     |
| 15. | »My Lovely Man«                    | 4:39     |
| 16. | »Sir Psycho Sexy«                  | 8:17     |
| 17. | »They're Red Hot« (Robert Johnson) | 1:12     |

## Izvođači
- Flea – bas-gitara, prateći vokali, truba, udaraljke, klavijature
- John Frusciante – gitara, prateći vokali, udaraljke
- Anthony Kiedis – vokali, udaraljke
- Chad Smith – bubnjevi, udaraljke

### Dodatni izvođači
- Brendan O'Brien – melotron na "Breaking the Girl" i "Sir Psycho Sexy"
- Gail Frusciante i drugi – zbor na "Under the Bridge"
- Pete Weiss – drombulje na "Give It Away"

### Produkcija
- Brendan O'Brien – tonac
- Chris Holmes – miks tonac
- Rick Rubin – produkcija
- Howie Weinberg – mastering